# Alfred Schellenberger
Alfred Schellenberger (* 14. November 1928 in Chemnitz) ist ein deutscher Biochemiker. Er war Hochschullehrer an der Martin-Luther-Universität Halle-Wittenberg.

## Leben
Schellenberger studierte ab 1947 Chemie in Dresden, Rostock und Halle mit dem Abschluss 1952. Er wurde 1956 in Halle promoviert und habilitierte sich 1962 in Halle (über die Biochemie der Brenztraubensäure) und war dort ab 1964 Privatdozent für Organische Chemie. 1967 wurde er Professor für Biochemie mit Lehrauftrag und 1969 ordentlicher Professor. Ab 1972 leitete er dort die Abteilung Biochemie. Im Ruhestand wohnt er in Potsdam.
Schellenberger befasste sich mit Proteinforschung und Enzymen und baute an der Universität Halle mit Kollegen wie Gunter Fischer darin einen Forschungsschwerpunkt auf. Im Einzelnen befasste er sich unter anderem mit Oxosäuren, mit Thiaminpyrophosphaten als Co-Enzym insbesondere bei Pyruvatdecarboxylase und Pyruvatdehydrogenase,  und ab Mitte der 1970er Jahre mit organischen Polymeren (besonders Polystyrene) als Mittel, um Enzyme zu binden.
1970 wurde er Mitglied der Leopoldina, deren Verdienstmedaille er 1998 erhielt.
Er veröffentlichte auch Bücher (mit Martin Treu und Ralf-Torsten Speler, Leucorea (Bilder zur Geschichte der Universität Wittenberg), 1999; Forschung unter Verdacht: Erfahrungen aus dem Wissenschaftsalltag der DDR, 2008; Umwelt 2000, der künftige Lebensraum der Menschen)  eine Erzählung (Streit der Engel, Mitteldeutscher Verlag 2015) und Lyrik (Spiegelungen, Lyrische Experimente, Mitteldeutscher Verlag 2016).

## Schriften
- mit Gunter Fischer: Enzymkatalyse : Einführung in die Chemie, Biochemie und Technologie der Enzyme, Springer 1989
- Herausgeber: Struktur-Funktionsbeziehungen in Proteasen und ausgewählten Proteinen, Berlin: Deutscher Verlag der Wissenschaften 1985 (Jahrestagung Biochemische Gesellschaft der DDR, Halle 1984)
- Herausgeber: Thiamine diphosphate, Elsevier 1998
- mit Martin Treu, Rolf-Torsten Speler: Leucorea: Bilder zur Geschichte der Universität, Wittenberg 1999 (Im Auftrag der Stiftung Leucorea der Martin-Luther-Universität Halle-Wittenberg)